# 徐詣帆
徐詣帆（1980年7月26日—），台灣太魯閣族男演員。經由舞台劇出道，2011年於電影《賽德克·巴萊》中飾演「花岡一郎」一角受矚目，獲得金馬獎最佳男配角。2018年於電影《引爆點》中飾演「阿海」一角。

## 生平
徐詣帆出生於花蓮縣萬榮鄉，有太魯閣族背景。文化大學中國音樂學系畢業，主修聲樂，副修鋼琴。

## 演出作品

### 舞臺劇
- 2007年：「台北愛樂劇工廠」《宅男的異想世界》、《宅男的異想世界XD版》
- 2008年：「台北愛樂劇工廠」《老鼠娶親》、《上海‧台北─雙城戀曲》
- 2009年：「音樂時代劇場」《隔壁親家》
- 2010年：「音樂時代劇場」《渭水春風》飾演 塔道諾干
- 2016年：「音樂時代劇場」《渭水春風》(永恆追憶版) 飾演 塔道諾干
- 2016年：「音樂時代劇場」《微．信》 2.0 飾演 梁永信
- 2023年：「全民大劇團」《海角七號造夢者》 飾演 阿嘉

### 電視劇
| 年 度  | 播出頻道                       | 劇 名                  | 飾 演                   |
| ------ | ------------------------------ | ---------------------- | ----------------------- |
| 2011年 | 原視                           | 飄搖的竹林             | 林救生                  |
| 2012年 | 壹電視                         | 小站                   | 阿泰                    |
| 2013年 | 公視                           | 刺蝟男孩               | 章明強                  |
| 2013年 | 八大綜合台                     | 愛的生存之道           | 文哥                    |
| 2017年 | 中視、東森綜合台               | 稍息立正我愛你         | 鍾潤發                  |
| 2018年 | 三立都會台、東森綜合台         | 姊的時代               | 李至誠                  |
| 2019年 | 華視、中天娛樂台               | 最佳利益               | 鄭文信/鄭部福           |
| 2019年 | 衛視中文台                     | 遺失的1/2              | 韓醫師                  |
| 2019年 | 中視、衛視中文台               | 想見你                 | 教官(客串)              |
| 2021年 | 華視、愛奇藝國際版、八大戲劇台 | 無神之地不下雨         | Hinapeloh（芒草）(客串) |
| 2022年 | Disney+、bilibili              | 正義的算法             | 林有為                  |
| 2022年 | 公視、MyVideo、台視            | 茁劇場－滴水的推理書屋 | 陳景鵬                  |
| 2022年 | 華視、三立都會台               | 門當互懟愛上你         | 謝金強                  |
| 2025年 | 大愛電視台                     | 假日到山裏來看你       | 田道明                  |

### 電視電影
| 年 度  | 播出頻道 | 劇 名 | 飾 演  |
| ------ | -------- | ----- | ------ |
| 2019年 | 公共電視 | 大潮  | 莊亦翰 |

### 電影
| 上映年份 | 電影名稱    | 飾演                    | 導演             |
| 2011年   | 賽德克·巴萊 | 花岡一郎（達奇斯·諾賓） | 魏德聖           |
| 2013年   | 球愛天空    | 阿猴                    | 澎恰恰           |
| 2014年   | 寒蟬效應    | 木宏的叔叔              | 王維明           |
| 2015年   | 太陽的孩子  | 劉聖雄                  | 鄭有傑 勒嘎·舒米 |
| 2018年   | 引爆點      | 康文海                  | 莊景燊           |
| 2020年   | 哈囉少女    | 學務處叔叔              | 王威翔           |
| 2021年   | 聽見歌 再唱 | 史堅強                  | 楊智麟           |
| 2025年   | 獵人兄弟    |                         | 蘇弘恩           |

### 短片、紀錄片
- 2012年：《臺北好時光》

## 主持作品

### 電視節目
- 《幸福巴士》原民台過年特別節目 2014年
- 《媽！Mami呀》第一季2015年
- 《媽！Mami呀》第二季 2016年
- 《媽！Mami呀》第三季 2017年
- 《Uninang健康站》第一季 2020年
- 《Uninang健康站》第二季 2021年

## 音樂作品

### 單曲
- 2011年 〈看見彩虹 (The Rainbow Promise) 〉(拉卡·巫茂、游大慶、林慶台、羅美玲等合唱)
- 2014年 〈飛起來 (MQA-RAS)〉
- 2014年 〈情牽萬里〉大愛劇場【情牽萬里】主題曲(收錄於<大愛人間14 印記>)
- 2014年 〈順風歌〉
- 2015年 〈思念的汪洋〉電影【夢想海洋】主題曲
- 2015年 〈承擔〉大愛劇場【萬里桂花香】主題曲(收錄於<大愛人間16 印記>)
- 2016年 〈老婆〉(收錄於<曹俊鴻的異想音樂－精挑細選>)

　　　　　〈好不容易〉(收錄於<曹俊鴻的異想音樂－精挑細選>)
- 2017年 〈一起走過的歲月〉大愛劇場【稻香家味】主題曲
- 2017年 〈靠山〉大愛劇場【生命桃花源】主題曲
- 2017年 〈視而不見〉大愛劇場【清風無痕】主題曲
- 2018年 〈從從前走到眼前〉大愛劇場【曾經 我們一起12歲】主題曲
- 2019年 〈夫復何求〉大愛劇場【程哥懺悔路】主題曲
- 2025年 〈害怕原諒〉電影《獵人兄弟》宣傳曲

## 歌唱比賽
- 台視《Super Star 我要當歌手》2013
- 东方卫视《中國夢之聲》2014
- 北京卫视《最美和聲》

〈累積9萬元發EP〉
| 日期       | 歌曲           | 得分 | 註記                                                    | 總分  |
| ---------- | -------------- | ---- | ------------------------------------------------------- | ----- |
| 2013/8/4   | 叫阮的名       | 9300 | 30秒PK歌曲:三百六十五里路。高分落入失敗區後，遞補第七強 | 6000  |
| 2013/8/11  | 流浪記         | 8800 | 與陳思瑋同為ＭＶＰ                                      | 14800 |
| 2013/8/18  | 你是我的眼     | 9000 | ＭＶＰ                                                  | 23800 |
| 2013/8/25  | 跟往事乾杯     | 8800 | ＭＶＰ                                                  | 32600 |
| 2013/9/1   | 玫瑰人生       | 9000 | ＭＶＰ                                                  | 41600 |
| 2013/9/8   | 聽說愛情回來過 | 9000 |                                                         | 50600 |
| 2013/9/15  | 最愛           | 9100 | ＭＶＰ                                                  | 59700 |
| 2013/9/22  | 親愛的小孩     | 9100 | ＭＶＰ                                                  | 68800 |
| 2013/9/29  | 我想大聲告訴你 | 8700 |                                                         | 77500 |
| 2013/10/06 | 我是真的愛你   | 8900 |                                                         | 86400 |
| 2013/10/13 | 掌聲響起       | 9600 | 開播以來最高分ＭＶＰ，並獲得發EP資格                    | 96000 |

〈K歌之王〉單元
| 日期       | 演唱歌曲            | ＰＫ者／歌曲                        | 註記             |
| ---------- | ------------------- | ----------------------------------- | ---------------- |
| 2013/10/27 | 背叛                | 金曲歌王－昊恩〈寂寞難耐〉          | Ｋ歌之王         |
| 2013/11/17 | 新不了情            | 周蕙〈不想讓你知道〉                |                  |
| 2013/12/22 | 那些年              | 林宇中〈靠岸〉                      |                  |
| 2014/03/09 | 記得                | 謝安琪〈讓每個人都心碎〉            |                  |
| 2014/04/06 | 阿爸 (v.s 洪敬堯)   | 柯嘉惠 v.s 洪敬堯〈每天愛你多一些〉 | 與發片歌手合作賽 |
| 2014/09/14 | 屋頂 (v.s 溫嵐)     | 鄞雅茹 v.s 溫嵐〈傻瓜〉             | 與發片歌手合作賽 |
| 2014/12/14 | 那個男人            | CS晨悠〈天空 〉                     |                  |
| 2015/01/04 | 我難過 (v.s 周傳雄) | 鄞雅茹 v.s 周傳雄〈記事本〉         | 與發片歌手合作賽 |

- 2014/10/19 參加東方衛視《中國夢之聲》，演唱歌曲〈追夢人〉獲得3位導師通過。
- 2014/10/26 參加東方衛視《中國夢之聲》組合演唱淘汰賽，淘汰出局。

## 獎項紀錄
| 年份   | 頒獎典禮               | 獎項名稱                 | 提名作品        | 結果 |
| 2011年 | 第46屆金鐘獎           | 迷你劇集／電視電影男配角 | 「飄搖的竹林」  | 提名 |
| 2011年 | 第48屆金馬獎           | 最佳新演員               | 「賽德克·巴萊」 | 提名 |
| 2011年 | 第48屆金馬獎           | 最佳男配角               | 「賽德克·巴萊」 | 獲獎 |
| 2012年 | 第12屆華語電影傳媒大獎 | 最佳新演員               | 「賽德克·巴萊」 | 提名 |

## 特殊榮譽
- 2012年：榮獲「全國優秀青年獎章」，花蓮縣代表。

## 表演
- 2013年　第50屆金馬獎表演嘉賓。
- 2017年　台北市傳統藝術季開幕音樂會－瘋．原祭 男高音。

## 外部連結
- 徐詣帆的Facebook專頁
- 徐詣帆的新浪微博
- 徐詣帆在互联网电影资料库（IMDb）上的資料（英文）（英文）
- 在AllMovie上徐詣帆的頁面（英文）
- 徐詣帆在香港影庫上的簡介
- 徐詣帆在豆瓣上的资料（简体中文）